# Hail, Hero!
Hail, Hero! è un film del 1969 diretto da David Miller.